# Rejon miedwiediewski
Rejon miedwiediewski (ros. Медведевский район) – rejon w należącej do Rosji nadwołżańskiej republice Mari El.
Rejon leży w północno-zachodniej części republiki i ma powierzchnię 2 800 km². 1 stycznia 2006 r. na jego obszarze żyło 53 718 osób. Nieznaczną większość populacji stanowią Rosjanie, pozostali mieszkańcy rejonu to niemal wyłącznie Maryjczycy.
Gęstość zaludnienia w rejonie wynosi 19,2 os./km²
Ośrodkiem administracyjnym rejonu jest osiedle typu miejskiego Miedwiediewo, liczące 16 606 mieszkańców (2005 r.).
Część rejonu zajmuje Rezerwat przyrody „Bolszaja Kokszaga”.